# 거아약제선우
거아약제선우(車牙若鞮單于, ? ~ 기원전 8년)는 흉노의 선우다. 성은 연제(攣鞮), 이름은 저막거(且莫車)다. 호한야선우와 전거연지의 장남이다.

## 생애
제1황후인 전거연지의 장남이라, 모든 아들 중 장남인 조도막고(복주류약제선우) 대신 호한야는 저막거를 후계로 세우려고 했다. 그러나 나이가 어려 전거연지가 반대하고 자기 동생 대연지(제2황후)의 장남인 조도막고를 세우기를 원해, 조도막고가 선우가 되는 대신 그 동생들이 선우를 물려받게 됐다. 그래서 복주류약제 선우 다음 선우가 그 동생 수해약제선우가 됐고, 수해약제선우에게서 좌현왕에 임명되었다.
수해약제선우가 기원전 12년에 죽자 선우가 됐다. 즉위 후, 형들이 그랬듯이 아들 우어도구탄왕 오이당을 한나라에 보내 황제를 모시게 하고, 친동생 낭지아사를 좌현왕으로 삼았다.
기원전 8년에 죽어, 낭지아사가 오주류약제선우로 뒤를 이었다.

## 가계
- 호한야선우 계후산
  - 복주류약제선우 조도막고
  - 수해약제선우 저미서
  - 거아약제선우 저막거
    - 우어도구탄왕(右於涂仇撣王) 오이당(烏夷當)

  - 오주류약제선우 낭지아사

## 출전
- 반고: 《한서》 권94 하 흉노전제64 하